# Cmentarz parafialny św. Jana Vianneya w Poznaniu
Cmentarz parafialny św. Jana Vianneya w Poznaniu – cmentarz parafii św. Jana Vianneya w Poznaniu, znany także jako cmentarz sołacki. Znajduje się na poznańskich Podolanach, u zbiegu ulic Lutyckiej oraz Szczawnickiej. Parafia, do którego należy obejmuje obszarem Sołacz. To jej położenie wpłynęło na alternatywnę nazwę cmentarza.

## Historia i przyroda

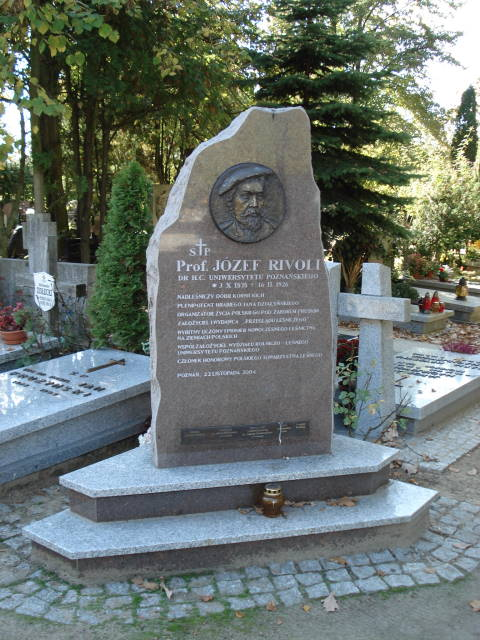
Pomnik prof. Józefa Rivoli

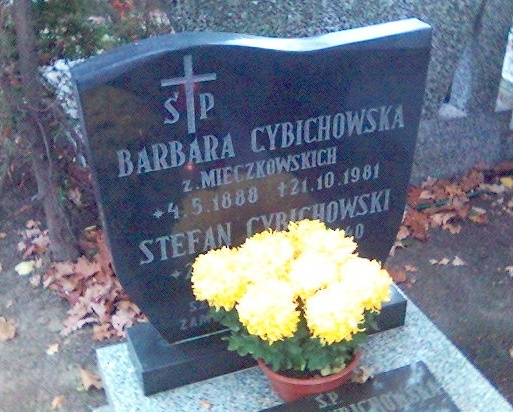
Symboliczny grób Stefana Cybichowskiego

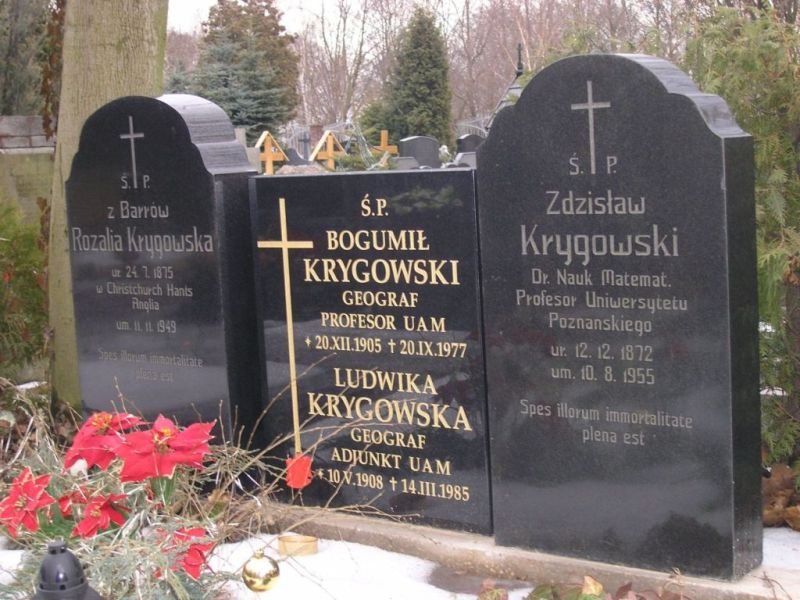
Grób Bogumiła Krygowskiego i Zdzisława Krygowskiego.

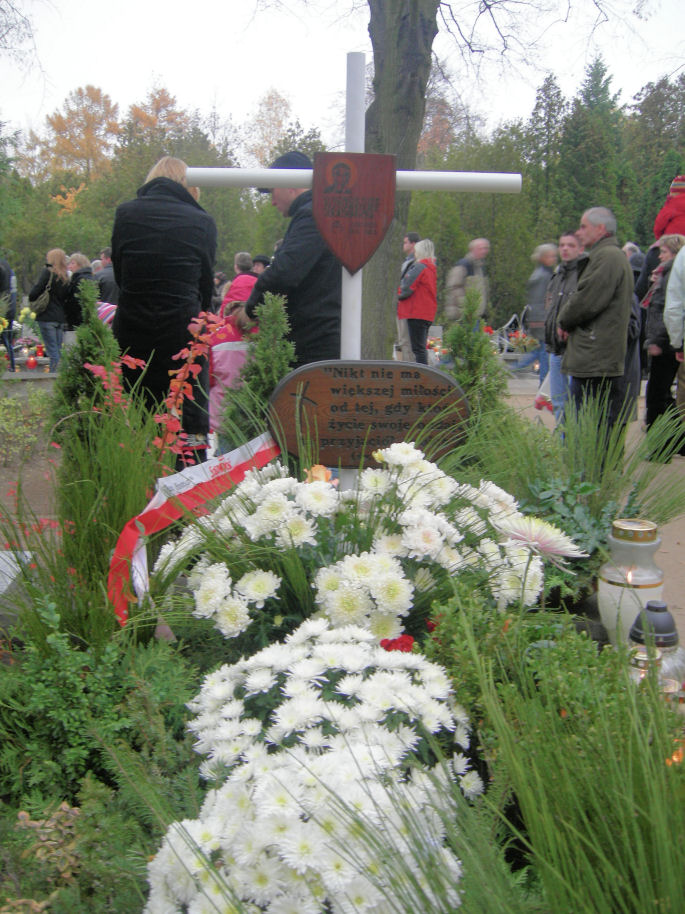
Grób O. Honoriusza Kowalczyka.

Cmentarz powstał w roku 1937 z inicjatywy Henryka Lewandowskiego, proboszcza nowo powstałej parafii. Autorem projektu był Marian Spychalski. Doboru zieleni dokonał Władysław Marciniec, dyrektor Ogrodów Miejskich. Na cmentarzu występuje 210 gatunków flory naczyniowej.

## Pochowani
- Andrzej Alexiewicz (1917-1995), matematyk
- Wojciech Bąk (następnie zwłoki przeniesiono do  Warszawy)
- Maria Beiger (1921-2007), biolog z UAM
- Józef Jan Bossowski (1882-1957), prawnik
- Sofia Casanova Lutosławska (1861-1958), poetka hiszpańska, dziennikarka, pisarka
- Stefan Cybichowski (1881-1940) (grób symboliczny), architekt, członek Rady Miejskiej
- Józef Czekalski (1895-1976), geograf, geolog, harcmistrz
- Czesław Dębicki (1899–1951), ziemianin, rolnik, działacz społeczny, poseł na Sejm IV kadencji w II Rzeczypospolitej
- Jan Dobrowolski (1886-1958), botanik, powojenny organizator Wydziału Farmaceutycznego Akademii Medycznej
- Ludwika Dobrzyńska-Rybicka (1868-1958), filozof, bibliotekarz
- Józef Duda (1911-1959), botanik, mikrobiolog, rektor WSR
- Jan Fibak (1924-2000), chirurg
- Bogusław Fruziński (zm. 2005), autor szeregu publikacji z dziedziny łowiectwa
- Ryszard Ganowicz (1931-1998), rektor Akademii Rolniczej w Poznaniu, senator RP 1989-1991
- Stefan Glema (1921-1988), onkolog
- Maria Grabowska (1912-2005), psycholog, pionier ruchu AA w Polsce
- Zdzisław Grot (1903-1984), historyk
- Janusz Jagmin (1896-1948), hodowca roślin
- Piotr Janaszek (1947-1998), ortopeda, przyjaciel niepełnosprawnych
- Józef Janicki (1904-1980), technolog żywności, profesor Akademii Rolniczej
- Krystyna Józefowiczówna (1917-1985), archeolog i historyk sztuki
- Franciszek Kaczmarek (1928-2015), fizyk, rektor Uniwersytetu im. Adama Mickiewicza w Poznaniu w latach 1984-1985
- Sławomir Leszek Kalinowski (1964-2021), ekonomista, profesor UEP
- Alicja Karłowska-Kamzowa (1935-1999), historyk sztuki, prezes PTPN
- Adam Karwowski (1873-1933), dermatolog, społecznik[3]
- Stanisław Karwowski, historyk, geograf, lingwista[3]
- Wojciech Kóčka (1911-1965), archeolog
- Kazimierz Kolańczyk (1915-1982), historyk prawa
- Honoriusz Kowalczyk (1935-1983) i inni zakonnicy z klasztoru OO. Dominikanów
- Karol Kowalski-Wierusz (1869-1953), malarz
- Aleksander Kozikowski (1878-1956), leśnik, entomolog, profesor Politechniki Lwowskiej, UAM i WSR Poznań
- Bogumił Krygowski (1905-1977), geolog, geograf i geomorfolog, profesor UP
- Zdzisław Krygowski (1872-1955), matematyk, rektor Politechniki Lwowskiej, profesor UP
- Jan Leśny (1947-1994), slawista, mediewista
- Eugeniusz Linette (1927-1986), historyk sztuki
- Zygmunt Lisowski (1880-1955), prawnik, rektor UP, prezes PTPN
- Kazimierz Lutomski (1929-2005), technolog drewna
- Wacław Łastowski (1880-1954), botanik, profesor USB i UP
- Jarosław Maciejewski (1924-1987), historyk literatury
- Karol Mańka (1915-2003), fitopatolog
- Czesław Meissner, (1879-1950), polski lekarz, polityk II RP, powstaniec wielkopolski
- Jan Meixner (1926-1997), profesor nauk leśnych
- Jerzy Młodziejowski (1909-1985), geograf, kompozytor, dyrygent
- Adam S. Niedzielski (1946-2011), geotechnik, profesor Uniwersytetu Przyrodniczego w Poznaniu
- Edward Feliks Lubicz-Niezabitowski (1875-1946), lekarz, zoolog, profesor UP
- Bronisław Niklewski (1879-1961), fizjolog roślin
- Bolesław Nowak (1900-1991), powstaniec wielkopolski
- Jan Nowowiejski (1933-2016), pianista, organista, klawesynista, pedagog
- Fortunata Obrąpalska (1909-2004), fotografka
- Janusz Pajewski (1907-2003), historyk
- Kazimiera Pajzderska (1879-1959), rzeźbiarka i malarka
- Nikodem Pajzderski (1882-1940), historyk sztuki, konserwator zabytków, dyrektor Muzeum Wielkopolskiego, zamordowany przez hitlerowców w Forcie VII
- Edward Pieścikowski (1932-2014), profesor, filolog
- Zygmunt Pietruszczyński (1886-1965), profesor rolnictwa
- Maksymilian Pluciński (1877-1964), rzemieślnik, kupiec, działacz społeczny, radny Poznania, senator II RP z ramienia Związku Ludowo-Narodowego
- Stanisław Prosiński (1912-1975), technolog drewna
- Krystyna Powidzka-Niklewicz (1912-1999), malarka
- Józef Przesławski (1886-1949), mistrz introligatorski, działacz społeczny i Radny Miejski Poznania
- Jan Rafalski (1909-1995), zoolog, twórca polskiej szkoły akarologicznej
- Julian Rafalski (1879-1949), leśnik-dendrolog
- Józef Rivoli (1838-1926), leśnik
- Aleksander Rogalski (1912-1996), literat
- Janina Rogozińska (1925-2007), biolog, botanik
- Stanisław Runge (1888-1953), rektor Uniwersytetu Poznańskiego, twórca i kierownik Zakładu Weterynarii obecnej Akademii Rolniczej
- Wiktor Schramm (1885-1958), profesor rolnictwa, historyk gospodarki
- Ludwik Sitowski (1880-1947), zoolog, rektor UP
- Wacław Skuratowicz (1915-1989), biolog
- Władysław Smosarski (1876-1960), matematyk, meteorolog
- Jan Sokołowski (zoolog) (1899-1982), zoolog, ornitolog
- Witold Staniewicz (1887-1966), ekonomista rolny, minister refrom rolnych 1926-30
- Konstanty Stecki (1885-1978), botanik
- Eugenia Sumorok-Staniewicz (1890-1975), polonistka, dyrektorka Gimnazjum im. Elizy Orzeszkowej w Wilnie, nauczycielka szkół poznańskich
- Emilia Waśniowska (1954-2005), poetka, pisarka dla dzieci, dyrektor Szkoły Podstawowej nr 34 im. Wojska Polskiego na osiedlu Bolesława Śmiałego
- Jacek Wiesiołowski (1940-2016), historyk, prezes PTPN
- Jan Wikarjak (1914-1983), filolog klasyczny
- Zygmunt Wojciechowski (1900-1955), historyk, prawnik, prezes PTPN, założyciel i dyrektor Instytutu Zachodniego
- Karol Zaleski (1890-1969), profesor, fitopatolog, żołnierz, działacz harcerski i polonijny podczas I wojny światowej
- Zygmunt Ziembiński (1920-1996) - prawnik, logik
- groby innych zgromadzeń zakonnych – m.in. dominikanek, karmelitów bosych, służebniczek NMP, urszulanek
- zbiorowa mogiła żołnierzy Armii Czerwonej z 1945 r.